# 투호놀이

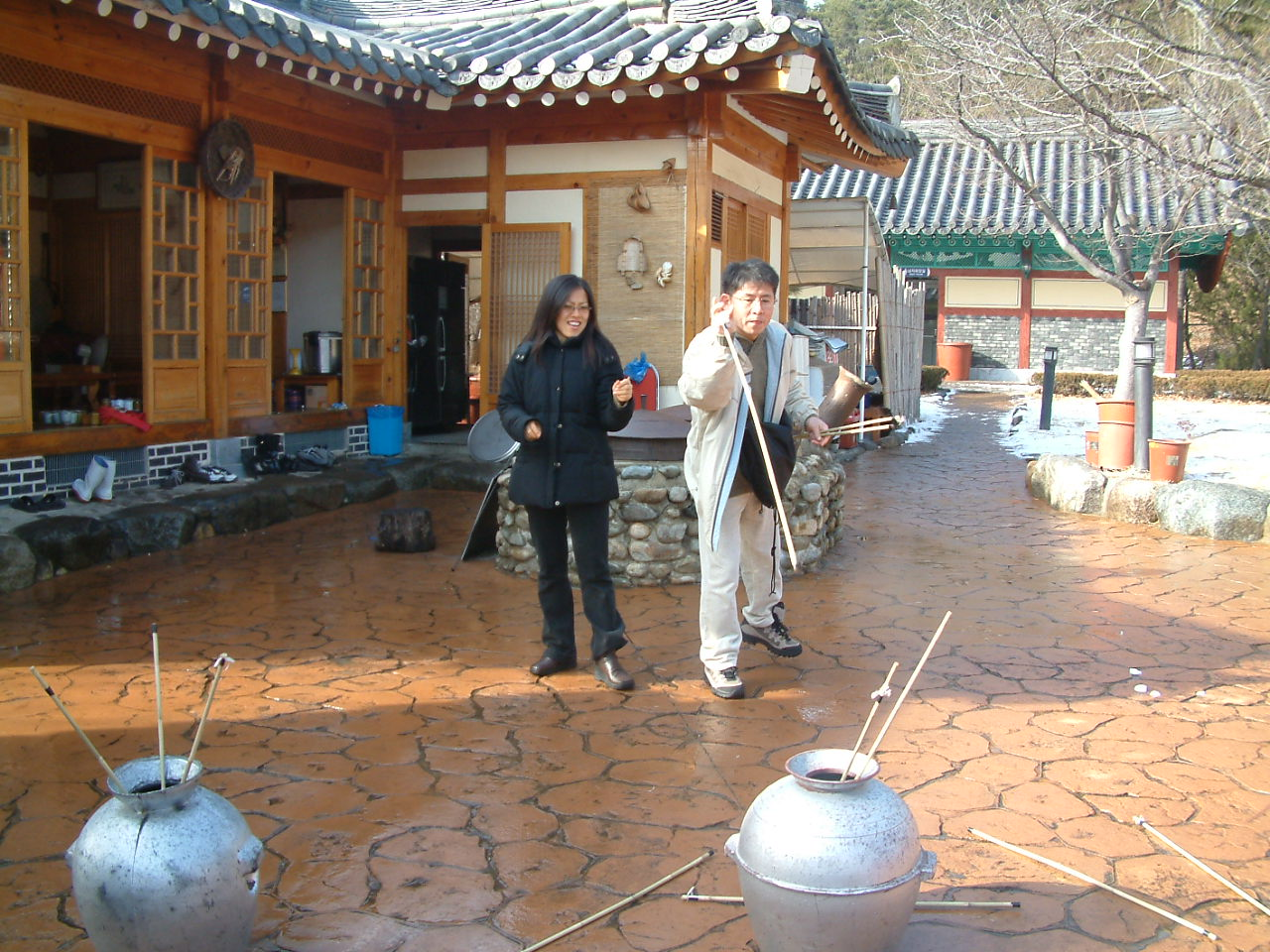
투호 놀이

투호놀이(投壺--)는 서울의 양반가정이나 궁중에서 하던 놀이이다. 명절날이나 집안에 큰 잔치가 있어 일가 친척이 많이 모일 때 여흥으로 하는 우아하고 예절을 바탕으로 한 놀이이다.
후원 마당이나 대청 마루에서 큰 항아리를 놓고 동서로 편을 갈라 그 속에 살(矢)을 던지는 놀이다. 항아리에 귀가 달려 있고 살에는 아름다운 무늬가 색색으로 물들어 있으며 편에 따라 빛깔이 다르게 되어 있다. 이 살을 던져 항아리 속에 들어가면 점수를 따는 것이니, 많이 들어갈수록 이기게 된다. 살이 적중하여 항아리 안에 들어가면 춤추며 기뻐하고 하나도 넣지 못하면 얼굴과 이마에 먹칠을 해서 벌을 주기도 한다.

## 개설
두 사람이 하거나 또는 편을 나누어 청·홍의 살을 병 속에 던져 넣은 후에 그 수효로써 승부를 결정한다.
조선시대에는 주로 궁중의 연회나 고관들의 기로연(耆老宴) 때 여흥으로 벌였다. 본래는 중국 당나라 때에 성행되었던 것인데, 『북사(北史)』 백제전과 『신당서(新唐書)』 고구려전에 기록이 있는 것으로 미루어 우리나라에도 일찍 들어왔음을 짐작할 수 있다.

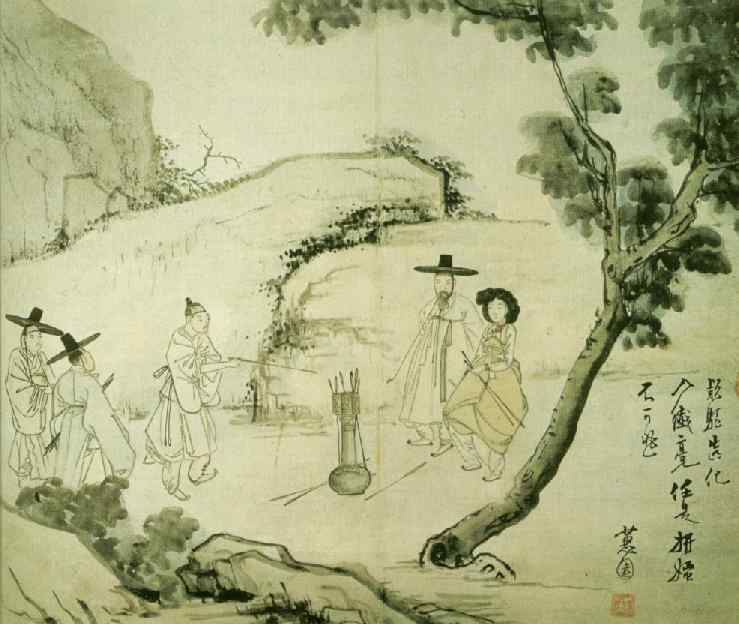
신윤복의 그림 〈임하투호〉(林下投壺)에 보이는 투호놀이

1. ↑  “한국민족문화대백과사전 - 투호”.